# Alencar Peak
Alencar Peak är en bergstopp i Antarktis. Den ligger i Västantarktis. Argentina, Chile och Storbritannien gör anspråk på området. Toppen på Alencar Peak är 1 555 meter över havet.
Terrängen runt Alencar Peak är huvudsakligen kuperad. Trakten är obefolkad. Det finns inga samhällen i närheten. 